# Škrlovica
Škrlovica este o localitate din comuna Velike Lašče, Slovenia, cu o populație de 38 de locuitori.